# Гануш из Липы
Гануш из Липы (чеш. Hanuš z Lípy) — средневековый чешский землевладелец и дворянин во времена правления короля Вацлава IV. Представитель феодального рода Роновичей.

## Происхождение
Гануш принадлежал к роду панов из Липы, являвшегося ответвлением феодального клана Роновичей. Его прадедом был Йинджрих I из Липы, основатель города Ческа-Липа и рода панов из Липы. Был сыном Йиндржиха III из Липы, внуком Йиндржиха II из Липы.

## Биография
Гануш был третьим сыном Йиндржиха III из Липы. Впервые он задокументирован в 1397 году. Гануш, его отец и его братья были назначены ответственными за Ратае-над-Сазавоу после смерти Яна Ежека Птачека из Пиркштейна. Наследник Ратае-над-Сазавоу, Ян Птачек из Пиркштейна, ещё не достиг совершеннолетия. В 1403 году Гануш приветствовал Рачека Кобылу из Дворца и некоторых выживших после нападения Сигизмунда Люксембургского на Стршибрна-Скалице в Ратае-над-Сазавоу. Гануш часто был в долгах, и поэтому со своего места в Ратае-над-Сазавоу организовывал нападения на королевские поместья. Это принесло ему репутацию рыцаря-разбойника.1 февраля 1412 года Ганушу было приказано передать свои владения законному наследнику, хотя он по-прежнему контролировал деревню Сенограби. В 1415 году он был отмечен как верховный маршал Королевства Богемии. Потом он умер в том же году.

## В культуре
Пан Гануш из Липы, персонаж видеоигры 2018 года Kingdom Come: Deliverance, основан на Гануше. Его озвучил Питер Хоскинг.